# Toribio Casanova
José Toribio Casanova López (Cajamarca, 1826 - ibídem, 1867), fue un abogado y político peruano. Propulsor de la creación del departamento de Cajamarca. 

## Biografía
Toribio Casanova nació el 25 de abril de 1826, hijo legítimo de Cipriano Casanova y de Manuela López. Fue bautizado al día siguiente en la Iglesia Matriz, por el Presbítero Juan Francisco de Goicochea, siendo sus padrinos Manuel Pajares e Isabel Zaldívar. 
Fue alumno del Colegio Central, dirigido por Juan Pío Burga, pasó después al Seminario de Trujillo y San Marcelo de la ciudad norteña. Interrumpe sus estudios para ir a culminarlos en Lima en el Colegio Nacional de Nuestra Señora de Guadalupe. Obtuvo en 1847 una beca otorgada por la Universidad de Trujillo, terminando sus estudios de derecho en la Universidad Nacional Mayor de San Marcos de Lima. 
En 1851 figura entre los examinadores del curso de Latinidad en el Colegio de Ciencias.
El 22 de julio de 1852, contrae matrimonio con Manuela Chávarri ante el vicario Burga, dispensado el impedimento de consanguinidad por el gobernador eclesiástico de Trujillo. Tuvo dos hijos: Agustina y Faustino. 
Designado rector del Colegio, por renuncia de Juan Pío Burga, traza un programa de acción, que se ve frustrado al encabezar el movimiento del 3 de enero de 1854 exigiendo la creación del departamento. Los sucesos que acontecieron posteriormente para lograr este propósito determinaron el alejamiento del Rector y la clausura del colegio, además de su exilio al Ecuador. La actuación de Toribio durante la revolución es relatada por los historiadores cajamarquinos Antonio Guillermo Urrelo, Horacio Villanueva Urteaga, Teófilo M. Vera yNazario Chávez Aliaga.
El “Sol de los Incas”, semanario clausurado en 1852 por el subprefecto echeniquista Julián del Campo Montero, reapareció el 7 de enero de 1854 como Bisemanario “Órgano Político del Nuevo Departamento de Cajamarca”, bajo la dirección de Casanova. En ese número se publicaron “El Convenio de Paz” y el “Acta Popular” que declararon a Cajamarca como Departamento. 
Estuvo en la legislatura 1858-1859 como diputado por Cajamarca[cita requerida], desempeñando la Secretaría de la Cámara. En Lima se plegó al movimiento contra el gobierno de Pezet. En la reunión de unas 500 personas que estuvieron en la Plaza de Armas el 26 de noviembre de 1865, presidida por el general Manuel Layseca, pronunciaron encendidos discursos Carlos Elías, Toribio Casanova y Juan Francisco Pazos. Fue aclamada la moción para que se pidiera al segundo Vicepresidente, general Diez Canseco, que asumiera la dictadura, y en caso de que no la aceptase, que cediera el gobierno al coronel Prado. 
Bajo la dictadura de Prado, el 30 de abril de 1866, fue nombrado Fiscal de la Corte Superior de Cajamarca.
En 1867 ocurren graves sucesos en la República. El Coronel José Balta se levanta en Chiclayo contra el Gobierno Nacional de Prado e intenta conmover el espíritu de toda la región del Norte. Casanova, adicto a Prado por convicción y patriotismo, se yergue en Cajamarca en defensa de la legalidad y se pone inmediatamente al lado del prefecto del Departamento, Coronel Miguel Iglesias. El 21 de noviembre de ese año se produce una gran refriega en Cajamarca, y son vencidas las fuerzas del Gobierno. Casanova quiere evitar mayor derramamiento de sangre y sale al balcón de la casa donde se encontraba con los jefes leales para ofrecer la rendición de la ciudad, y en los precisos momentos en que enarbolaba un pañuelo blanco como señal del término de la lucha, una bala le atravesó el corazón.

## Colegio Nacional
El 11 de abril de 1933 el presidente Constitucional de la República Luis M. Sánchez Cerro firmó la Ley Nº 7739 que crea el Colegio Nacional "Toribio Casanova" en la ciudad capital de la provincia de Cutervo. La apertura de la actividad académica tuvo lugar el 10 de julio de 1933, por cuya razón, el 20 de noviembre de 1944 se dio el Decreto Directoral Nº 15 que crea el Día del Colegio en conmemoración a tan histórico acontecimiento. 
El primer Director fue el Dr. Lorenzo Saravia, desde entonces, 27 maestros han gestionado la institución, siendo el actual Director el Mg. Walter Antonio Matta de los Ríos, dinámico maestro casanovista que accedió al cargo el 1 de marzo de 2015 como ganador del Concurso Nacional para Acceso a Cargos Directivos.
Respecto a los locales en los que ha funcionado la I. E., estos son tres; los dos primeros ubicados en el actual Jr. Santa Rosa y el definitivo en el barrio Chaquil, entre los jirones Ica y Tupac Amaru, donde se ha construido moderna infraestructura educativa implementada con diversos talleres, aulas de innovación, piscina temperada y amplio polideportivo. Para el año 2016, esta Emblemática Institución Educativa, ícono cultural de la Provincia de Cutervo, funcionará con el modelo de "Jornada Escolar Completa", ampliando su trabajo académico de 35 a 45 horas semanales.
El primer año se matricularon 52 alumnos y en la actualidad existen 1226 estudiantes que reciben clases en tres turnos.